# Samenstelling Belgische Senaat 1971-1974
De lijst van leden van de Belgische Senaat van 1971 tot 1974. De Senaat telde toen 179  zetels. Bij de verkiezingen van 7 november 1971 werden 106 senatoren rechtstreeks verkozen. Het federale kiesstelsel was toen gebaseerd op algemeen enkelvoudig stemrecht voor alle Belgen van 21 jaar en ouder, volgens een systeem van evenredige vertegenwoordiging op basis van de Methode-D'Hondt, gecombineerd met een districtenstelsel. Er waren daarnaast ook 48 provinciale senatoren, aangeduid door de provincieraden en 24 gecoöpteerde senatoren. Tevens was er een senator van rechtswege.
De legislatuur liep van 25 november 1971 tot 20 december 1973. Tijdens deze legislatuur waren achtereenvolgens de regering-G. Eyskens V (januari 1972 - januari 1973) en de regering-Leburton (januari 1973 - april 1974) in functie. De regering-G. Eyskens V steunde op een meerderheid van christendemocraten (CVP en PSC) en socialisten (BSP en PSB) en de regering-Leburton op een meerderheid van christendemocraten, socialisten en liberalen (PVV en PLP). De oppositie bestond uit PVV (tot januari 1973), PLP (tot januari 1973), Volksunie, RW, FDF, KPB-PCB en later ook PLDP, een afsplitsing van de PLP.

## Samenstelling
|  | CVP-PSC   | 23+11 | 13+6 | 6+2 | 61 |  | CVP-PSC        | 61 |
|  | BSP-PSB   | 14+16 | 5+7  | 3+4 | 49 |  | BSP-PSB        | 49 |
|  | PVV-PLP   | 9+8   | 3+5  | 1+3 | 29 |  | PVV-PLP        | 25 |
|  | FDF-RW    | 5+7   | 1+3  | 1+2 | 19 |  | Volksunie      | 19 |
|  | Volksunie | 12    | 5    | 2   | 19 |  | FDF-RW         | 18 |
|  | KPB-PCB   | 1     | 0    | 0   | 1  |  | PLDP           | 4  |
|  |           |       |      |     |    |  | KPB-PCB        | 1  |
|  |           |       |      |     |    |  | Onafhankelijke | 1  |

Wijzigingen in fractiesamenstelling:
- In 1973 verlaten de rechtstreeks gekozen senatoren Norbert Hougardy en Albert Demuyter, provinciaal senator Basile-Jean Risopoulos en gecoöpteerd senator Pierre Ansiaux de PLP en gaan in de PLDP-fractie zetelen, die ze zelf hebben opgericht.
- In 1973 stapt Pierre Waucquez (gecoöpteerd senator) uit RW en zetelt vanaf dan als onafhankelijke.

## Lijst van de senatoren
| Senator                           | Partij    | Aanduiding                   | Kieskring                                   | Provincie       | Taalgroep  | Opmerkingen |
| --------------------------------- | --------- | ---------------------------- | ------------------------------------------- | --------------- | ---------- | --- |
| Ferdinand Boey                    | PVV       | Rechtstreeks gekozen senator | Antwerpen                                   | -               | Nederlands | Van 28 februari tot 9 oktober 1973 voorzitter van de commissie Buitenlandse Handel en ondervoorzitter vanaf 9 oktober 1973. |
| Hector De Bruyne                  | Volksunie | Rechtstreeks gekozen senator | Antwerpen                                   | -               | Nederlands | |
| Gerard Bergers                    | Volksunie | Rechtstreeks gekozen senator | Antwerpen                                   | -               | Nederlands | Vervangt vanaf 5 december 1973 Robert Roosens, die om gezondheidsredenen ontslag neemt. |
| Willy Calewaert                   | BSP       | Rechtstreeks gekozen senator | Antwerpen                                   | -               | Nederlands | |
| Maurice Dequeecker                | BSP       | Rechtstreeks gekozen senator | Antwerpen                                   | -               | Nederlands | |
| Jos Wijninckx                     | BSP       | Rechtstreeks gekozen senator | Antwerpen                                   | -               | Nederlands | |
| John Van den Eynden               | BSP       | Rechtstreeks gekozen senator | Antwerpen                                   | -               | Nederlands | |
| Aloïs Sledsens                    | CVP       | Rechtstreeks gekozen senator | Antwerpen                                   | -               | Nederlands | Voorzitter van de commissie Landbouw. |
| Paul Akkermans                    | CVP       | Rechtstreeks gekozen senator | Antwerpen                                   | -               | Nederlands | |
| Frans Vanderborght                | CVP       | Rechtstreeks gekozen senator | Antwerpen                                   | -               | Nederlands | |
| Paul De Clercq                    | PVV       | Rechtstreeks gekozen senator | Mechelen-Turnhout                           | -               | Nederlands | |
| Wim Jorissen                      | Volksunie | Rechtstreeks gekozen senator | Mechelen-Turnhout                           | -               | Nederlands | Secretaris en voorzitter van de Volksunie-fractie. |
| Carlo Van Elsen                   | Volksunie | Rechtstreeks gekozen senator | Mechelen-Turnhout                           | -               | Nederlands | |
| Jef Ramaekers                     | BSP       | Rechtstreeks gekozen senator | Mechelen-Turnhout                           | -               | Nederlands | Tot 26 januari 1973 voorzitter van de commissie Economische Zaken. |
| Constant De Clercq                | CVP       | Rechtstreeks gekozen senator | Mechelen-Turnhout                           | -               | Nederlands | Quaestor. |
| Joris Verhaegen                   | CVP       | Rechtstreeks gekozen senator | Mechelen-Turnhout                           | -               | Nederlands | |
| Henri Van Doninck                 | CVP       | Rechtstreeks gekozen senator | Mechelen-Turnhout                           | -               | Nederlands | Secretaris. |
| Jan Bascour                       | PVV       | Rechtstreeks gekozen senator | Brussel                                     | -               | Nederlands | |
| Lode Claes                        | Volksunie | Rechtstreeks gekozen senator | Brussel                                     | -               | Nederlands | Voorzitter van de commissie Verkeerswezen en PTT. |
| Bob Maes                          | Volksunie | Rechtstreeks gekozen senator | Brussel                                     | -               | Nederlands | |
| Richard Beauthier                 | PSC       | Rechtstreeks gekozen senator | Brussel                                     | -               | Frans      | Vervangt vanaf 17 oktober 1973 Paul Struye, die om gezondheidsredenen ontslag neemt. Struye was tot 5 oktober 1973 parlementsvoorzitter en voorzitter van de commissie Buitenlandse Zaken.                                                    |
| Raphael Hulpiau                   | CVP       | Rechtstreeks gekozen senator | Brussel                                     | -               | Nederlands | Ondervoorzitter vanaf 10 oktober 1972. |
| Leo Lindemans                     | CVP       | Rechtstreeks gekozen senator | Brussel                                     | -               | Nederlands | Voorzitter van de commissie Nationale Opvoeding. |
| Raymond Scheyven                  | PSC       | Rechtstreeks gekozen senator | Brussel                                     | -               | Frans      | Voorzitter van de commissie Ontwikkelingssamenwerking. |
| Norbert Hougardy                  | PLP       | Rechtstreeks gekozen senator | Brussel                                     | -               | Frans      | Stapt op 13 februari 1973 over naar de PLDP-fractie. |
| Albert Demuyter                   | PLP       | Rechtstreeks gekozen senator | Brussel                                     | -               | Frans      | Stapt op 13 februari 1973 over naar de PLDP-fractie. |
| Edmond Machtens                   | PSB       | Rechtstreeks gekozen senator | Brussel                                     | -               | Frans      | Quaestor. |
| Joseph Wiard                      | PSB       | Rechtstreeks gekozen senator | Brussel                                     | -               | Frans      | |
| Jacques Franck                    | PSB       | Rechtstreeks gekozen senator | Brussel                                     | -               | Frans      | |
| André Lagasse                     | FDF       | Rechtstreeks gekozen senator | Brussel                                     | -               | Frans      | Tot 10 oktober 1972 voorzitter van de FDF-RW-fractie. |
| René Bourgeois                    | FDF       | Rechtstreeks gekozen senator | Brussel                                     | -               | Frans      | Secretaris vanaf 9 oktober 1973. |
| Jacques Lepaffe                   | FDF       | Rechtstreeks gekozen senator | Brussel                                     | -               | Frans      | |
| Angèle Verdin-Leenaers            | FDF       | Rechtstreeks gekozen senator | Brussel                                     | -               | Frans      | Secretaris van 10 oktober 1972 tot 9 oktober 1973. |
| Edmond Cristel                    | FDF       | Rechtstreeks gekozen senator | Brussel                                     | -               | Frans      | |
| Omer Vanaudenhove                 | PVV       | Rechtstreeks gekozen senator | Leuven                                      | -               | Nederlands | |
| Edward Leemans                    | CVP       | Rechtstreeks gekozen senator | Leuven                                      | -               | Nederlands | Vervangt vanaf 26 juni 1973 Gaston Eyskens, die bestuurder wordt bij Kredietbank. |
| Leopold Decoux                    | BSP       | Rechtstreeks gekozen senator | Leuven                                      | -               | Nederlands | |
| August Bogaerts                   | BSP       | Rechtstreeks gekozen senator | Leuven                                      | -               | Nederlands | |
| Yves-Jean du Monceau de Bergendal | PSC       | Rechtstreeks gekozen senator | Nijvel                                      | -               | Frans      | |
| Pierre Stroobants                 | RW        | Rechtstreeks gekozen senator | Nijvel                                      | -               | Frans      | |
| Guido Van In                      | Volksunie | Rechtstreeks gekozen senator | Brugge                                      | -               | Nederlands | |
| Albert Bogaert                    | CVP       | Rechtstreeks gekozen senator | Brugge                                      | -               | Nederlands | Voorzitter van de commissie Openbare Werken, Huisvesting en Ruimtelijke Ordening. |
| Frank Van Acker                   | BSP       | Rechtstreeks gekozen senator | Brugge                                      | -               | Nederlands | |
| Hilaire Lahaye                    | PVV       | Rechtstreeks gekozen senator | Kortrijk-Ieper                              | -               | Nederlands | Quaestor. |
| Frans Blancquaert                 | Volksunie | Rechtstreeks gekozen senator | Kortrijk-Ieper                              | -               | Nederlands | |
| Albert Lavens                     | CVP       | Rechtstreeks gekozen senator | Kortrijk-Ieper                              | -               | Nederlands | |
| Armand De Rore                    | BSP       | Rechtstreeks gekozen senator | Kortrijk-Ieper                              | -               | Nederlands | Voorzitter van de commissie Tewerkstelling, Arbeid en Sociale Voorzorg. |
| Roger Vannieuwenhuyze             | CVP       | Rechtstreeks gekozen senator | Roeselare-Tielt                             | -               | Nederlands | |
| Raphaël Lecluyse                  | CVP       | Rechtstreeks gekozen senator | Roeselare-Tielt                             | -               | Nederlands | |
| Raf Versteele                     | CVP       | Rechtstreeks gekozen senator | Veurne-Diksmuide-Oostende                   | -               | Nederlands | Vervangt vanaf 25 november 1971 Jan Piers, die beslist om voltijds burgemeester van Oostende te blijven. |
| Raymond Miroir                    | BSP       | Rechtstreeks gekozen senator | Veurne-Diksmuide-Oostende                   | -               | Nederlands | |
| Jean Pede                         | PVV       | Rechtstreeks gekozen senator | Gent-Eeklo                                  | -               | Nederlands | |
| Jean Kickx                        | PVV       | Rechtstreeks gekozen senator | Gent-Eeklo                                  | -               | Nederlands | |
| Leo Wouters                       | Volksunie | Rechtstreeks gekozen senator | Gent-Eeklo                                  | -               | Nederlands | |
| Georgia Turf-De Munter            | CVP       | Rechtstreeks gekozen senator | Gent-Eeklo                                  | -               | Nederlands | Vervangt vanaf 9 oktober 1973 de overleden Théo Lefèvre. |
| André Dua                         | CVP       | Rechtstreeks gekozen senator | Gent-Eeklo                                  | -               | Nederlands | Secretaris. |
| Armand Verspeeten                 | BSP       | Rechtstreeks gekozen senator | Gent-Eeklo                                  | -               | Nederlands | |
| Gérard De Paep                    | Volksunie | Rechtstreeks gekozen senator | Dendermonde-Sint-Niklaas                    | -               | Nederlands | |
| Etienne Cooreman                  | CVP       | Rechtstreeks gekozen senator | Dendermonde-Sint-Niklaas                    | -               | Nederlands | |
| Marcel Van der Aa                 | CVP       | Rechtstreeks gekozen senator | Dendermonde-Sint-Niklaas                    | -               | Nederlands | |
| Bernard Van Hoeylandt             | BSP       | Rechtstreeks gekozen senator | Dendermonde-Sint-Niklaas                    | -               | Nederlands | |
| Emile Edouard Cuvelier            | PVV       | Rechtstreeks gekozen senator | Oudenaarde-Aalst                            | -               | Nederlands | Voorzitter van de commissie Volksgezondheid en Gezinszorg. |
| Renaat Diependaele                | Volksunie | Rechtstreeks gekozen senator | Oudenaarde-Aalst                            | -               | Nederlands | |
| Wim Verleysen                     | CVP       | Rechtstreeks gekozen senator | Oudenaarde-Aalst                            | -               | Nederlands | |
| Dieudonné Vander Bruggen          | BSP       | Rechtstreeks gekozen senator | Oudenaarde-Aalst                            | -               | Nederlands | Secretaris. |
| René Noël                         | KPB-PCB   | Rechtstreeks gekozen senator | Bergen-Zinnik                               | -               | Frans      | |
| Jacques Hambye                    | PSC       | Rechtstreeks gekozen senator | Bergen-Zinnik                               | -               | Frans      | |
| Abel Dubois                       | PSB       | Rechtstreeks gekozen senator | Bergen-Zinnik                               | -               | Frans      | Tot 26 januari 1973 voorzitter van de commissie Culturele Zaken en Wetenschapsbeleid, een functie die hij opnieuw uitoefende vanaf 9 oktober 1973.                                                                                            |
| Fernand Delmotte                  | PSB       | Rechtstreeks gekozen senator | Bergen-Zinnik                               | -               | Frans      | |
| Max Bury                          | PSB       | Rechtstreeks gekozen senator | Bergen-Zinnik                               | -               | Frans      | |
| Pierre Descamps                   | PLP       | Rechtstreeks gekozen senator | Doornik-Aat-Moeskroen                       | -               | Frans      | |
| Jean Kevers                       | PSC       | Rechtstreeks gekozen senator | Doornik-Aat-Moeskroen                       | -               | Frans      | |
| Jean Dulac                        | PSB       | Rechtstreeks gekozen senator | Doornik-Aat-Moeskroen                       | -               | Frans      | |
| Franz Janssens                    | PLP       | Rechtstreeks gekozen senator | Charleroi-Thuin                             | -               | Frans      | |
| Paul de Stexhe                    | PSC       | Rechtstreeks gekozen senator | Charleroi-Thuin                             | -               | Frans      | |
| Maurice Bologne                   | RW        | Rechtstreeks gekozen senator | Charleroi-Thuin                             | -               | Frans      | Vanaf 10 oktober 1972 voorzitter van de FDF-RW-fractie. |
| André Boland                      | RW        | Rechtstreeks gekozen senator | Charleroi-Thuin                             | -               | Frans      | Voorzitter van de commissie Middenstand. |
| Jules Loriaux                     | RW        | Rechtstreeks gekozen senator | Charleroi-Thuin                             | -               | Frans      | |
| Gaston Hercot                     | PSB       | Rechtstreeks gekozen senator | Charleroi-Thuin                             | -               | Frans      | Secretaris. |
| André Van Cauwenberghe            | PSB       | Rechtstreeks gekozen senator | Charleroi-Thuin                             | -               | Frans      | Quaestor en voorzitter van de commissie Binnenlandse Zaken en Openbaar Ambt. |
| Albert Strivay                    | PLP       | Rechtstreeks gekozen senator | Luik                                        | -               | Frans      | |
| Léon Servais                      | PSC       | Rechtstreeks gekozen senator | Luik                                        | -               | Frans      | |
| Marcel Thiry                      | RW        | Rechtstreeks gekozen senator | Luik                                        | -               | Frans      | |
| Jacques Wathelet                  | RW        | Rechtstreeks gekozen senator | Luik                                        | -               | Frans      | |
| Georges Dejardin                  | PSB       | Rechtstreeks gekozen senator | Luik                                        | -               | Frans      | |
| Gaston Paque                      | PSB       | Rechtstreeks gekozen senator | Luik                                        | -               | Frans      | |
| Edmond Cathenis                   | PSB       | Rechtstreeks gekozen senator | Luik                                        | -               | Frans      | |
| Georges Beauduin                  | PSC       | Rechtstreeks gekozen senator | Hoei-Borgworm                               | -               | Frans      | |
| Nicolas Stassart                  | PSB       | Rechtstreeks gekozen senator | Hoei-Borgworm                               | -               | Frans      | |
| Georges Gramme                    | PSC       | Rechtstreeks gekozen senator | Verviers                                    | -               | Frans      | |
| Jean Gillet                       | PLP       | Rechtstreeks gekozen senator | Verviers                                    | -               | Frans      | |
| Hubert Parotte                    | PSB       | Rechtstreeks gekozen senator | Verviers                                    | -               | Frans      | |
| Raoul Vreven                      | PVV       | Rechtstreeks gekozen senator | Hasselt-Tongeren-Maaseik                    | -               | Nederlands | Voorzitter van de PVV-PLP-fractie en voorzitter van de commissie Landsverdediging. |
| Joris Hardy                       | Volksunie | Rechtstreeks gekozen senator | Hasselt-Tongeren-Maaseik                    | -               | Nederlands | |
| Frans Vangronsveld                | CVP       | Rechtstreeks gekozen senator | Hasselt-Tongeren-Maaseik                    | -               | Nederlands | |
| Willem Mesotten                   | CVP       | Rechtstreeks gekozen senator | Hasselt-Tongeren-Maaseik                    | -               | Nederlands | Voorzitter van de commissie Leefmilieu. |
| Cesar Heylen                      | CVP       | Rechtstreeks gekozen senator | Hasselt-Tongeren-Maaseik                    | -               | Nederlands | |
| Max Smeers                        | CVP       | Rechtstreeks gekozen senator | Hasselt-Tongeren-Maaseik                    | -               | Nederlands | |
| Hubert Rubens                     | BSP       | Rechtstreeks gekozen senator | Hasselt-Tongeren-Maaseik                    | -               | Nederlands | Vervangt vanaf 29 mei 1973 de overleden Edgard Vanthilt. |
| Marie-Thérèse Godinache-Lambert   | PLP       | Rechtstreeks gekozen senator | Aarlen-Marche-Bastenaken-Neufchâteau-Virton | -               | Frans      | |
| Charles Hanin                     | PSC       | Rechtstreeks gekozen senator | Aarlen-Marche-Bastenaken-Neufchâteau-Virton | -               | Frans      | |
| Henri Cugnon                      | PSB       | Rechtstreeks gekozen senator | Aarlen-Marche-Bastenaken-Neufchâteau-Virton | -               | Frans      | |
| Michel Toussaint                  | PLP       | Rechtstreeks gekozen senator | Namen-Dinant-Philippeville                  | -               | Frans      | Ondervoorzitter tot 26 januari 1973. |
| Charles Héger                     | PSC       | Rechtstreeks gekozen senator | Namen-Dinant-Philippeville                  | -               | Frans      | |
| Jean Goffart                      | RW        | Rechtstreeks gekozen senator | Namen-Dinant-Philippeville                  | -               | Frans      | Secretaris tot 10 oktober 1972. |
| Emile Lacroix                     | PSB       | Rechtstreeks gekozen senator | Namen-Dinant-Philippeville                  | -               | Frans      | |
| Rika De Backer                    | CVP       | Provinciaal senator          | -                                           | Antwerpen       | Nederlands | |
| Jos De Seranno                    | CVP       | Provinciaal senator          | -                                           | Antwerpen       | Nederlands | |
| Alfons Verbist                    | CVP       | Provinciaal senator          | -                                           | Antwerpen       | Nederlands | |
| Louis Rombaut                     | BSP       | Provinciaal senator          | -                                           | Antwerpen       | Nederlands | |
| Joanna Nauwelaerts-Thues          | BSP       | Provinciaal senator          | -                                           | Antwerpen       | Nederlands | Vervangt vanaf 13 april 1972 de overleden Jozef Magé. |
| Edgard Bouwens                    | Volksunie | Provinciaal senator          | -                                           | Antwerpen       | Nederlands | |
| Herman Vanderpoorten              | PVV       | Provinciaal senator          | -                                           | Antwerpen       | Nederlands | |
| Maurits Van Haegendoren           | Volksunie | Provinciaal senator          | -                                           | Brabant         | Nederlands | |
| Jean Debucquoy                    | PSC       | Provinciaal senator          | -                                           | Brabant         | Frans      | Quaestor. |
| André Lagae                       | CVP       | Provinciaal senator          | -                                           | Brabant         | Nederlands | |
| Paul Devlies                      | CVP       | Provinciaal senator          | -                                           | Brabant         | Nederlands | |
| Jerôme Aerts                      | BSP       | Provinciaal senator          | -                                           | Brabant         | Nederlands | |
| Justin Peeters                    | PSB       | Provinciaal senator          | -                                           | Brabant         | Frans      | |
| Basile-Jean Risopoulos            | PLP       | Provinciaal senator          | -                                           | Brabant         | Frans      | Stapt op 13 februari 1973 over naar de PLDP-fractie. |
| Jean Fosty                        | FDF       | Provinciaal senator          | -                                           | Brabant         | Frans      | |
| André Lagneau                     | RW        | Provinciaal senator          | -                                           | Brabant         | Frans      | |
| Jos Daems                         | PVV       | Provinciaal senator          | -                                           | Brabant         | Nederlands | |
| Willy Persyn                      | Volksunie | Provinciaal senator          | -                                           | West-Vlaanderen | Nederlands | |
| Alfons De Nolf                    | CVP       | Provinciaal senator          | -                                           | West-Vlaanderen | Nederlands | |
| Gustave Breyne                    | BSP       | Provinciaal senator          | -                                           | West-Vlaanderen | Nederlands | |
| Gerard Vandenberghe               | CVP       | Provinciaal senator          | -                                           | West-Vlaanderen | Nederlands | |
| Marcel Coucke                     | CVP       | Provinciaal senator          | -                                           | West-Vlaanderen | Nederlands | |
| Walter Claeys                     | CVP       | Provinciaal senator          | -                                           | Oost-Vlaanderen | Nederlands | |
| Ferdinand De Bondt                | CVP       | Provinciaal senator          | -                                           | Oost-Vlaanderen | Nederlands | |
| André Vlerick                     | CVP       | Provinciaal senator          | -                                           | Oost-Vlaanderen | Nederlands | |
| Willy Vernimmen                   | BSP       | Provinciaal senator          | -                                           | Oost-Vlaanderen | Nederlands | |
| Armand De Baer                    | PVV       | Provinciaal senator          | -                                           | Oost-Vlaanderen | Nederlands | |
| Maurits Coppieters                | Volksunie | Provinciaal senator          | -                                           | Oost-Vlaanderen | Nederlands | |
| Arthur Meunier                    | PSB       | Provinciaal senator          | -                                           | Henegouwen      | Frans      | |
| Marcel Busieau                    | PSB       | Provinciaal senator          | -                                           | Henegouwen      | Frans      | |
| Pierre Deschamps                  | PSC       | Provinciaal senator          | -                                           | Henegouwen      | Frans      | |
| Jean-Baptiste Delhaye             | PSB       | Provinciaal senator          | -                                           | Henegouwen      | Frans      | |
| Pierre Leroy                      | RW        | Provinciaal senator          | -                                           | Henegouwen      | Frans      | |
| Alphonse Ferret                   | PLP       | Provinciaal senator          | -                                           | Henegouwen      | Frans      | Vervangt vanaf 16 november 1972 Simone Mabille-Leblanc, die voltijds burgemeester van Binche wordt. |
| Lucien Gustin                     | PLP       | Provinciaal senator          | -                                           | Luik            | Frans      | |
| Robert Schreder                   | RW        | Provinciaal senator          | -                                           | Luik            | Frans      | |
| Servais Thomas                    | PSB       | Provinciaal senator          | -                                           | Luik            | Frans      | |
| Albert Daulne                     | PSB       | Provinciaal senator          | -                                           | Luik            | Frans      | Vervangt vanaf 5 december 1973 Georges Housiaux, die op pensioen gaat. Housiaux was tot 24 oktober 1973 voorzitter van de PSB-BSP-fractie en van 7 maart tot 9 oktober 1973 voorzitter van de commissie Culturele Zaken en Wetenschapsbeleid. |
| Alfred Henckaerts                 | PSC       | Provinciaal senator          | -                                           | Luik            | Frans      | |
| Hubert Leynen                     | CVP       | Provinciaal senator          | -                                           | Limburg         | Nederlands | Voorzitter van de CVP-PSC-fractie. |
| Jan Gerits                        | CVP       | Provinciaal senator          | -                                           | Limburg         | Nederlands | Vervangt vanaf 1 februari 1972 de overleden Leo Van Raemdonck. |
| Geeraard Slegers                  | Volksunie | Provinciaal senator          | -                                           | Limburg         | Nederlands | |
| Robert Conrotte                   | PSC       | Provinciaal senator          | -                                           | Luxemburg       | Frans      | |
| Gilbert Gribomont                 | PSC       | Provinciaal senator          | -                                           | Luxemburg       | Frans      | |
| Maurice Olivier                   | PLP       | Provinciaal senator          | -                                           | Luxemburg       | Frans      | |
| Victor Billiet                    | PLP       | Provinciaal senator          | -                                           | Namen           | Frans      | |
| Fortuné Lambiotte                 | PSB       | Provinciaal senator          | -                                           | Namen           | Frans      | |
| Antoine Humblet                   | PSC       | Provinciaal senator          | -                                           | Namen           | Frans      | |
| Gérard Delruelle                  | PLP       | Gecoöpteerd senator          | -                                           | -               | Frans      | Vervangt vanaf 13 november 1973 Henri Maisse, die om gezondheidsredenen ontslag neemt. Maisse was tot 27 februari 1973 voorzitter van de commissie Buitenlandse Handel en van 27 februari tot 9 oktober 1973 ondervoorzitter.                 |
| Pierre Ansiaux                    | PLP       | Gecoöpteerd senator          | -                                           | -               | Frans      | Stapt op 13 februari 1973 over naar de PLDP-fractie. |
| Robert Vandekerckhove             | CVP       | Gecoöpteerd senator          | -                                           | -               | Nederlands | Ondervoorzitter tot 10 oktober 1972. |
| Robert Houben                     | CVP       | Gecoöpteerd senator          | -                                           | -               | Nederlands | |
| Marcel Vandewiele                 | CVP       | Gecoöpteerd senator          | -                                           | -               | Nederlands | |
| John Maes                         | PSC       | Gecoöpteerd senator          | -                                           | -               | Frans      | Voorzitter van de commissie Financiën. |
| Lucien Martens                    | CVP       | Gecoöpteerd senator          | -                                           | -               | Nederlands | |
| Leo Vanackere                     | CVP       | Gecoöpteerd senator          | -                                           | -               | Nederlands | |
| John Van Waterschoot              | CVP       | Gecoöpteerd senator          | -                                           | -               | Nederlands | |
| Pierre Harmel                     | PSC       | Gecoöpteerd senator          | -                                           | -               | Frans      | Vanaf 9 oktober 1973 parlementsvoorzitter en voorzitter van de commissie Buitenlandse Zaken. |
| José Hendrickx                    | PVV       | Gecoöpteerd senator          | -                                           | -               | Nederlands | |
| Albert Snyers d'Attenhoven        | PLP       | Gecoöpteerd senator          | -                                           | -               | Frans      | Vanaf 19 oktober 1973 voorzitter van de commissie Buitenlandse Handel. |
| Leo Elaut                         | Volksunie | Gecoöpteerd senator          | -                                           | -               | Nederlands | |
| Robert Vandezande                 | Volksunie | Gecoöpteerd senator          | -                                           | -               | Nederlands | |
| Émile Guillaume                   | FDF       | Gecoöpteerd senator          | -                                           | -               | Frans      | |
| Pierre Waucquez                   | RW        | Gecoöpteerd senator          | -                                           | -               | Frans      | Zetelt vanaf 27 februari 1973 als onafhankelijke. |
| Françoise Lassance-Hermant        | RW        | Gecoöpteerd senator          | -                                           | -               | Frans      | |
| Elie Van Bogaert                  | BSP       | Gecoöpteerd senator          | -                                           | -               | Nederlands | Ondervoorzitter tot 23 oktober 1973. |
| Marc-Antoine Pierson              | PSB       | Gecoöpteerd senator          | -                                           | -               | Frans      | Voorzitter van de commissie Justitie en vanaf 25 oktober 1973 voorzitter van de PSB-BSP-fractie. |
| Félix Cuvellier                   | PSB       | Gecoöpteerd senator          | -                                           | -               | Frans      | |
| Piet Vermeylen                    | BSP       | Gecoöpteerd senator          | -                                           | -               | Nederlands | Ondervoorzitter vanaf 7 november 1973. |
| Jan Roelants                      | BSP       | Gecoöpteerd senator          | -                                           | -               | Nederlands | Vanaf 7 maart 1973 voorzitter van de commissie Economische Zaken. |
| Willy Schugens                    | PSB       | Gecoöpteerd senator          | -                                           | -               | Frans      | |
| Pierre Falize                     | PSB       | Gecoöpteerd senator          | -                                           | -               | Frans      | |
| Albert van België                 | -         | Senator van rechtswege       | -                                           | -               | -          | |